# Cvetan Genkov
Cvetan Valentinov Genkov (in bulgaro Цветан Валентинов Генков?, traslitterazione anglosassone: Tsvetan Valentinov Genkov; Mezdra, 8 agosto 1984) è un calciatore bulgaro, attaccante del Template:Calcio Kostinbrod.

## Carriera

### Club
Ha giocato con Lokomotiv Mezdra, Lokomotiv Sofia e Dinamo Mosca. Il 28 gennaio 2011 si trasferisce ai polacchi Wisła Cracovia, con i quali firma un contratto triennale.